# Stadtschloss Wiesbaden

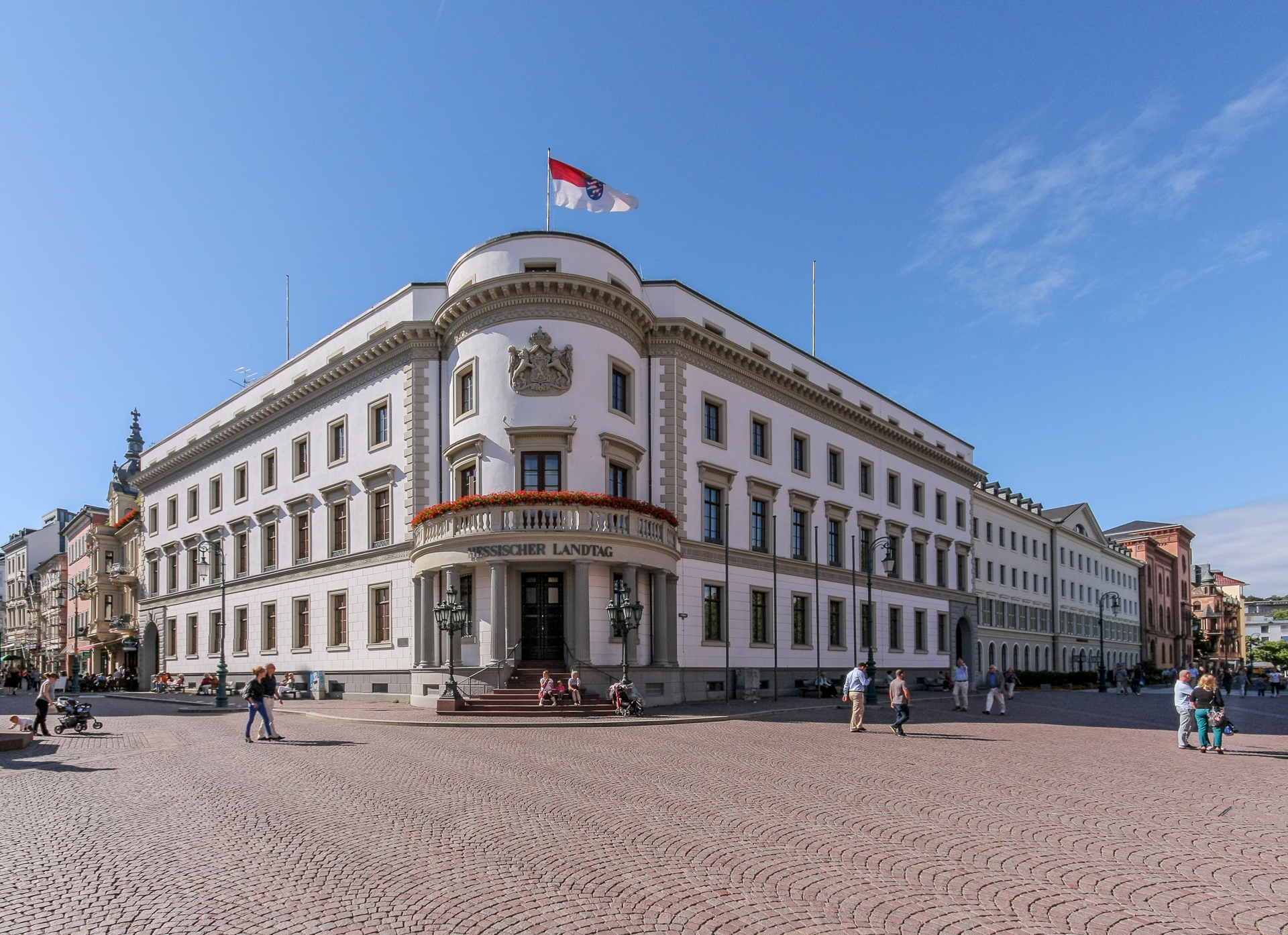
Het Stadtschloß van de Schloßplatz gezien.

Het Wiesbadener Stadtschloss is een classicistische stadspaleis in de Duitse stad Wiesbaden, dat werd gebouwd als de residentie van de hertogen van Nassau. Het gebouwd werd tussen de jaren 1837-1841 door de architect Georg Moller. Het Stadtschloss herbergt sinds 1949 de Landdag van Hessen.